# Карагандинский областной архив
Карагандинский областной архив (каз. Қарағанды облысының мұрағаты) — научно-документальное учреждение Казахстана. Организован в 1936 году. Хронология документов начинается с 1917 года. В фондах архива документы предприятий угольной промышленности, цветной металлургии, крупных промышленных строек и др. учреждений, которые отражают историю открытия в этом регионе месторождения каменного угля, периоды его освоения и исследования, оснащения шахт и рудников новой техникой. Сосредоточены документы об организации колхозов и МТС, освоении целинных и залежных земель, развитии промышленности, транспорта, энергетики, строительства, культуры, образования, здравоохранения. Много сведений об участниках борьбы за установление Советской власти в регионе, деятелях литературы и искусства и др.